# Gian Giacomo Veneroso
Il Serenissimo Gian Giacomo Veneroso (Genova, 6 aprile 1701 – Chiavari, 17 novembre 1758) fu il 163º doge della Repubblica di Genova.

## Biografia

Stemma nobiliare dei Veneroso

Figlio di Gerolamo Veneroso, doge di Genova dal 1726 al 1728, e di Giulia Rivarolo, nacque probabilmente a Genova il 6 aprile 1701. Seguì il padre in Corsica quando egli, nell'aprile 1730 fu chiamato a sedare la rivolta degli isolani.
Ritornato a Genova fu investito dell'incarico di magistrato delle Mura sino a che l'11 giugno 1754 venne eletto anch'egli doge.
Terminò l'incarico il 23 giugno di due anni dopo, tornando a rivestire l'incarico di magistrato delle Mura. Successivamente fu magistrato di Guerra.
Ebbe un figlio di nome Gerolamo.